# Vasilije Mokranjac
Vasilije Mokranjac (en serbe cyrillique Василије Мокрањац), né le 11 septembre 1923 à Belgrade et mort le 27 mai 1984 dans la même ville, est un compositeur, professeur de composition serbe. Il a été membre de l'Académie serbe des sciences et des arts. Il est l'un des compositeurs serbes les plus importants de la deuxième moitié du XXe siècle. Essentiellement connu pour ses symphonies, il écrivit également des œuvres pour piano, ainsi que pour la radio, la télévision et le cinéma. Il fut récompensé de son vivant des plus hautes récompenses de la Yougoslavie comme le prix d'octobre de la ville de Belgrade ou encore le prix yougoslave de la radiodiffusion.

## Biographie
Le compositeur Stevan Stojanović Mokranjac était son grand-oncle.